# Український альманах

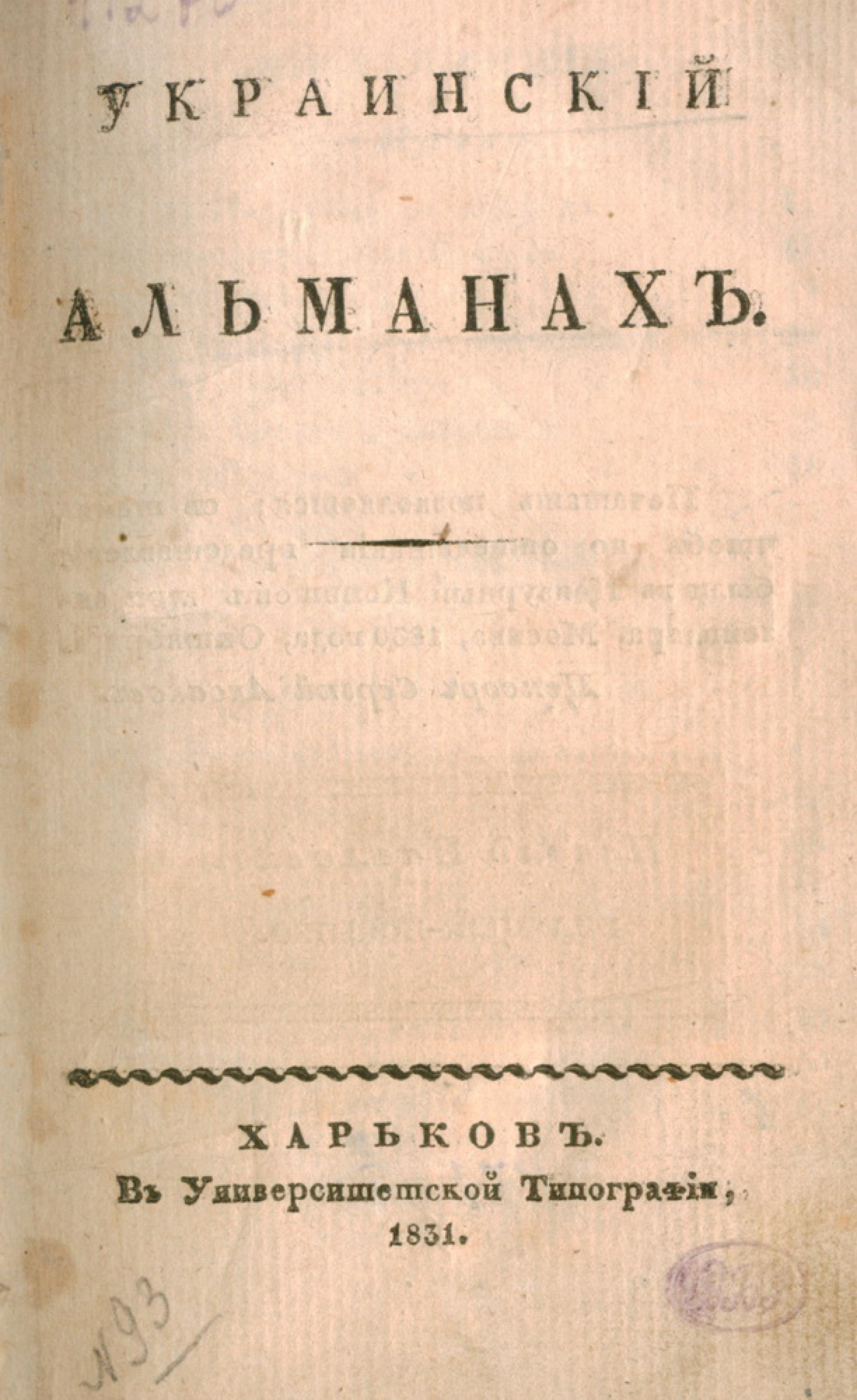
Український альманах. 1831 рік. Титульний аркуш.

«Український альманах» (рос. дореф. Украинскій альманахъ) — один з перших українських альманахів, що був вийшов українською і російською мовами. Виданий 1831 року в університетській типографії в Харкові Ізмаїлом Срезневським та Іваном Росковшенком. Обсяг видання — 136 сторінок.
Український альманах — різножанровий збірник творів українських та зарубіжних письменників (Київ — Відень, Нью-Йорк, 1921), упорядкований А. Крушельницьким.

## Видавці
«Украинский альманах» видали Ізмаїл Срезневський та Іван Росковшенко, які разом з іншими вихованцями університету — братами Федором і Орестом Євецькими, поетом Опанасом Шпигоцьким і частково Левком Боровиковським становили так званий гурток І. І. Срезневського. Члени його з ентузіазмом збирали матеріали, що стосувались України, — історичні перекази, легенди, думи, народні пісні та інші пам'ятки словесної творчості українського народу. Частково ці матеріали були використані в збірниках І. Срезневського «Запорожская старина», частково в «Украинском альманахе».
Як свідчить поет Опанас Шпигоцький, І. І. Срезневський хотів видати другу книжку «Украинского альманаха», однак через брак коштів наступні випуски альманаху не вийшли у світ.

## Автори і твори
«Украинский альманах» не мав виразної програми. Зміст його був еклектичний, на три чверті складався з російських творів, і лише на одну чверть — з українських. Тут було 11 народних пісень і кілька віршів — Левка Боровиковського і Опанаса Шпигоцького, зокрема його переклад частини поеми Олександра Пушкіна «Полтава» під назвою «Марія». Це був перший переклад творів Пушкіна українською мовою. На сторінках альманаху почали свій літературний шлях Євген Гребінка віршем російською мовою «Рогдаев пир», і О. С. Афанасьєв-Чужбинський листом до Івана Кулжинського «Нежинские греки».
[«Украинскій альманахъ»] Помилка: {{Lang}}: невпізнаний код мови: ru-dor (допомога) містив також твори Івана Росковшенка, Пилипа Морачевського, записи українських балад і дум, переклади Адама Міцкевича та інших. Друкувались переважно поетичні твори в романтичному дусі.
Крім цього, в альманасі були опубліковані статті наукового і літературно-критичного характеру («О изящном в природе», «Несколько замечаний о критике», «Мысли и замечания»).
Повний зміст:
1. Крылова Г. О изящном в природе. [Стаття], с. 1—6.
2. Гребенкин Е. [Гребінка Є. П.]. Рогдаев пир. («Рогдай сидел между друзей…»), с. 7-10.
3. [Б. підп] Американская баллада. («Суровое время ловли минуло…»). Пер. Аф. Шпигоцкий, с. 11—16.
4. А. Ч. [Афанасьєв-Чужбинський О. C.]. Нежинские греки. Письмо к И. Г. К. [Кулжинському I. Г.], с. 17—24.
5. Погорельцев А. [Срезневський І. І.]. Море. («Мрачными тучами небо покрыто…»), с. 24—25.
6. И. [Срезневський І. І.]. Молдавские песни: «Красавица ласточка…», с. 25—26; «Ой вы слуги мои!..», с. 26—28.
7. Украинский пустынник. История моего авторства. [Стаття], с. 28—52.
8. Шпигоцкий Аф. Мария. (Отрывок из поэмы Пушкина «Полтава»). («Пан пишний Кочубей на славу…»), с. 52—54.
9. Бурков Е. Клен и плющ. («Увившися плющ вокруг клена до самой вершины…»), с. 54—55.
10. И. Р. [Росковшенко I. В.]. К Тавриде. («Узрю ли я твои, Таврида, небеса…»), с. 55—56.
11. Граевич В. Мудрый выбор. (Восточный рассказ), с. 56—58.
12. И. Р-въ. [Росковшенко I. В.]. К сестре. («Когда с веселою улыбкой…»), с. 59—60.
13. Морачевский Ф. Первое мая. («Бушует ветер. Целый день…»), с. 60—61.
14. И. Р. [Росковшенко I. В.]. К А. И. #. («Зачем певец уединенный…»), с. 61.
15. Боровиковський Л. Козак. (Подражание народной песне). («Не стаями ворон літає в полях…»), с. 62—65
16. Шпигоцкий А. Малороссийская баллада. («По долині, ген, тумани, по долині сині…»), с. 65—73.
17. XXX [Срезневський I. І.] Мысли и замечания. [Стаття про мову й поезію], с. 73—78.
18. И. Р-въ. [Росковшенко I. В.]. Иоанн Грозный. (Дума). («Давно все смолкло. Одинокий…»), с. 78—81.
19. H. Н. Гаркуша. (Отрывок), с. 81—87. Малороссийские песни: «Попід гаєм, гаєм, гаєм зелененьким…», с. 88—89. «Ой не стій, явороньку, над водою близько…», с. 89—90. «За Дунаєм, за Дунаєм, за рікою за бистрою…», с. 91—92.
20. Яковлев А. Чигиринский козак. (Отрывок из поэмы). («Настала ночь. Взошла луна…»), с. 93—95.
21. [Б. підп.]. Хафиз. («Твоя душа подобна поверхности вод…»). Пер. Е. Бурков, с. 95—97.
22. [Б. підп.]. Несколько замечаний о критике. [Стаття], с. 98—106
23. Малороссийские песни: «Он ходив чумак сім рік на Дону…», с. 106—107. «Вийди, дівчино, вийди, рибчино…», с. 107—109. «Ой чий же се двір?,», с. 109. Ой казали вражі люди…", с. 110 «Дівка рибку варила…», с. 110. «Черевички з рогозу…», с. 110—111.
24. Морачевский Ф. Монастырь. («Все здесь святыней тайной веет…»), с. 111—113; Дорога. («В чистом поле ветер дует…»), с. 114.
25. ххх [Росковшенко I. В.]. Сцена из комедии «Провинциалы», с. 114—116.
26. И. [Срезневский І. I.], Мысли Саади. («Под кровом безвестным зеленых ветвей…»), с. 116—117.
27. Иноземцев [П.]. К… («Когда в тиши средь лунного мерцанья…»), с 117—118.
28. И. Р-въ. [Росковшенко Í. В.]. Звезда. («И мне назначена судьбой…»), с. 118—119.
29. Малороссийские думы: «Ой біля Чорного моря, на камені біленькому…», с. 119—124. "Ой то не сиві тумани в ставали . ", с 124—131.
30. Шпигоцкий А. Отрывок из поэмы «Конрад Валлеирод». Песнь из башни. («Кто изочтет мои и вздохи и рыданья…»), с. 132—136.